# Casio FP 6000
Casio FP 6000 (FP 6000) је професионални рачунар фирме Касио (Casio) који је почео да се производи у Јапану током 1985. године.
Користио је 16-битну, i8086 компатибилну, 8 MHz микропроцесорску јединицу а RAM меморија рачунара је имала капацитет од 256 KB прошириво до 768 KB. 
Као оперативни систем кориштен је MS-DOS.

## Детаљни подаци
Детаљнији подаци о рачунару FP 6000 су дати у табели испод.
|                       |                                                                       |
| [ 1 ]                 |                                                                       |
| Произвођач            | Касио                                                                 |
| Тип                   | професионални рачунар                                                 |
| Меморија              | 256 прошириво до 768 KB                                               |
| Поријекло             | Јапан                                                                 |
| Година                | 1985                                                                  |
| Тастатура             | 94 тастера, QWERTY                                                    |
| Процесор              | 16-битни, i8086 компатибилан, 8                                       |
| Фреквенција процесора | 16 .                                                                  |
| RAM                   | 256 прошириво до 768 KB                                               |
| ROM                   | 4 (BIOS)                                                              |
| Текст                 | 80 знакова x 25 линија                                                |
| Графика               | 640 x 400 пиксела                                                     |
| Боја                  | 16                                                                    |
| Звук                  | 1 канал - уграђени звучник                                            |
| Димензије             | централни процесор: 12 (ширина) x 30,3 (висина) x 37,5 (дубина) / 8,5 |
| Портови               |                                                                       |
| Оперативни систем     |                                                                       |